# Disfenocingolo
In geometria solida, il disfenocingolo è un poliedro con 24 facce, quattro quadrate e 20 triangolari. Nel disfenocingolo ogni faccia quadrata è circondata da una faccia quadrata e tre triangolari; delle 20 facce triangolari, 12 sono circondate da una faccia quadrata e due triangolari, mentre le restanti 8 hanno intorno 3 facce triangolari.
Per dare un'idea della sua costruzione, si pensi che, nella sua nomenclatura, Norman Johnson utilizza il prefisso "disfeno-" per riferirsi a un doppio complesso a forma di cuneo formato da due "lune" adiacenti, essendo una luna un composto formato da un quadrato e da due triangoli uniti ai lati opposti di quest'ultimo, mentre il suffisso "-cingolo" si riferisce invece a un complesso a forma di cintura costituito da 12 triangoli equilateri.

## Caratteristiche
Un disfenocingolo avente per facce solamente poligoni regolari è uno dei 92 solidi di Johnson, in particolare quello indicato come J90, ossia un poliedro strettamente convesso avente come facce dei poligoni regolari ma comunque non appartenente alla famiglia dei poliedri uniformi, ed è parte di un gruppo di nove solidi di Johnson che non possono essere realizzati attraverso la manipolazione di solidi platonici o archimedei.
Per quanto riguarda i 16 vertici di questo poliedro, su 4 di essi incidono due facce quadrate e due triangolari, su 8 di essi incidono una faccia quadrata e quattro triangolari, e sui restanti 4 vertici incidono invece 5 facce triangolari.

## Formule
Considerando un disfenocingolo avente come facce dei poligoni regolari aventi lato di lunghezza {\displaystyle a}, le formule per il calcolo del volume {\displaystyle V} e della superficie {\displaystyle A} risultano essere:
{\displaystyle V\approx 3,77763\ldots a^{3};}
{\displaystyle A=a^{2}\left(4+5{\sqrt {3}}\right)\approx 12,6602540\ldots a^{2}.}

## Coordinate cartesiante
Sia a ≈ 0,76713 la seconda più piccola radice positiva del seguente polinomio:
{\displaystyle 256x^{12}-512x^{11}-1664x^{10}+3712x^{9}+1552x^{8}-6592x^{7}+}
{\displaystyle {}+1248x^{6}+4352x^{5}-2024x^{4}-944x^{3}+672x^{2}-24x-23}
e siano {\displaystyle h={\sqrt {2+8a-8a^{2}}}} e {\displaystyle c={\sqrt {1-a^{2}}}}.
Allora le coordinate cartesiane di un disfenocingolo con spigolo di lunghezza 2 sono date dall'unione dei seguenti punti:
{\displaystyle (1,2a,{\frac {h}{2}}),\ (1,0,2c+{\frac {h}{2}}),\ (1+{\frac {\sqrt {3-4a^{2}}}{c}},0,2c-{\frac {1}{c}}+{\frac {h}{2}})}
sotto l'azione delle riflessioni attraverso il piano xz e il piano yz.